# Blagoslovennoe
Blagoslovennoe (in lingua russa Благословенное) è un centro abitato dell'Oblast' autonoma ebraica, situato nell'Oktjabr'skij rajon.